# Delator
Delator (plural Delatores) este termenul latin pentru denunțător, adică o persoană care indică unui tribunal pe o altă persoană ce a comis o faptă condamnabilă. Este sinonim în limba română cu denunțător și pârâtor.

## Dreptul roman secular
În istoria romană, delatorul era o persoană care-i anunța (deferre) pe funcționarii trezoreriei de banii care trebuiau plătiți fiscului imperial. Această semnificație specială a fost extinsă și i-a cuprins și pe cei care ofereau informații cu privire la infracțiuni sancționabile, inclusiv pe cei care aduceau acuzații publice (indiferent dacă erau adevărate sau nu) împotriva oricărei persoane (în special cu scopul de a obține bani). Deși cuvântul delator pentru „informatorul comun” este limitat la perioada imperială, dreptul de acuzare publică a existat mult timp. Atunci când era exercitat din motive patriotice și dezinteresate, efectele erau benefice, dar în momentul în care s-a introdus recompensa delațiunile nu au mai avut efecte benefice. Uneori, acuzatorul era recompensat cu drepturi de cetățean, un loc în senat sau o parte din proprietatea celui acuzat. La sfârșitul perioadei republicane, Cicero (De Officiis, ii. 14) își exprima opinia că astfel de acuzații trebuiau realizate numai în interesul statului sau din alte motive urgente.
În perioada existenței Imperiului Roman sistemul a devenit deschis corupt, atingând apogeul în timpul domniei lui Tiberius, deși delatorii au continuat să-și exercite activitatea lor până în timpul domniei lui Teodosie I. Ei proveneau din toate clasele societății — patricieni, eques, oameni liberi, sclavi, filosofi, literați și, mai presus de toate, avocați. Obiectele atacurilor lor erau cei bogați, rivali posibili ai împăratului, și cei care aduceau reproșuri modului imperial de viață. Oportunități speciale erau oferite de legea majestas, care era inițial îndreptată împotriva atacurilor la adresa conducătorilor prin vorbă sau faptă, dar a ajuns să includă tot felul de acuzații cu care cel acuzat nu a avut nimic de-a face; într-adevăr, potrivit lui Tacitus, o acuzație de trădare era adăugată cu regularitate la toate acuzațiile penale. Motivul principal al acestor acuzații a fost, fără îndoială, dorința de a face avere, din moment ce prin legea majestas un sfert din bunurile celui acuzat, chiar dacă acesta se sinucidea în scopul de a evita confiscarea (care era realizată întotdeauna în cazul celor condamnați la pedeapsa capitală), era încredințat acuzatorului (care a fost numit, prin urmare, quadruplator).
Pliniu cel Bătrân și Marțial menționează cazuri de averi enorme acumulate de delatorii profesioniști. Dar această activitate nu era lipsită de pericole. Dacă delatorul nu reușea să-și dovedească acuzația sau refuza să o mai susțină, el putea suferi aceeași pedeapsă ca și acuzat; el era expus riscului de răzbunare din partea celor proscriși în cazul întoarcerii lor, sau a rudelor lor, în timp ce împărați ca Tiberius nu aveau niciun fel de scrupule să-i alunge sau să-i persecute pe cei care nu le mai aduceau ulterior niciun folos și care s-ar fi putut dovedi periculoși pentru ei însuși.
Titus i-a trimis în exil sau i-a redus la rangul de sclavi pe cei care l-au servit pe Nero, după ce au fost biciuiți în amfiteatru. Abuzurile au reapărut sub domnia lui Domițian; delatorii, cu care Vespasian nu a avut nicio legătură, deși el a abolit procesele pentru majestas, au fost din nou alungați de Traian, și amenințați cu pedeapsa capitală printr-un edict al lui Constantin cel Mare, dar delațiunile au continuat până la sfârșitul secolului al IV-lea.

## Dreptul canonic
Termenul delatores a fost folosit de Conciliul de la Elvira (c. 306) pentru a-i stigmatiza pe acei creștini care au devenit acuzatori ai fraților lor de credință. Acest sinod a hotărât că, dacă un creștin a fost persecutat sau trimis la moarte prin denunțarea sa (delatio) de către un alt creștin, delatorul să sufere excomunicarea perpetuă, pedeapsa ecleziastică extremă.
Nu s-a făcut nicio distincție între adevărata și falsa acuzație, dar sinodul s-a referit probabil numai la învinuirea de practicarea creștinismului realizată în fața unui judecător, sau cel mult la o acuzație falsă. Orice acuzație falsă împotriva unui episcop, preot sau diacon a fost vizată de o pedeapsă similară în conformitate cu hotărârile aceluiași sinod. Pedeapsa pentru mărturie falsă, în general, a fost stabilită de canonul lxxiv în funcție de gravitatea acuzației.
Conciliul de la Arles din 314 a emis un decret similar atunci când a decis că creștinii care își acuză frații de credință în mod fals să fie excluși pentru totdeauna de la comuniunea cu credincioșii.
În timpul persecuțiilor primilor creștini uneori s-a întâmplat ca apostații să-i denunțe pe frații lor de credință creștină. Pliniu cel Tânăr menționează într-o scrisoare către Traian că i-a fost adus un act de acuzare anonim pe care erau trecute mai multe nume de creștini; nu se știe dacă autorul acestui libellus era un creștin. Potrivit canonului xiii al Conciliului de la Arles, în timpul persecuției lui Dioclețian creștinii au fost denunțați de către proprii lor frați de credință în fața judecătorilor. Dacă apărea în actele publice că un cleric a făcut acest lucru, el era pedepsit de către sinod cu depunerea din treaptă perpetuă; cu toate acestea, hirotoniile săvârșite de el au fost considerate încă valabile.
În general, acuzația falsă este vizată de pedepse severe în sinoadele ulterioare, cum sunt Al Doilea Conciliu de la Arles, Conciliul de la Agde și altele. Aceste decrete apar mai târziu în colecțiile medievale de canoane.
Noi decrete punitive împotriva calomniei au fost emise de către papa Grigore al IX-lea în „Decretaliile” sale.